# 中島小夜子
中島 小夜子（なかじま さよこ）は、日本の元AV女優。
身長:162cm。スリーサイズ:B80・W58・H87。

## 略歴・人物
1988年頃にAVデビュー。
女子校生モノやSM系の作品に多く出演。また「高円寺ひかる」の名前でも活動した。
1990年頃に引退した。

## 出演作品

### アダルトビデオ
中島小夜子 名義
- 不純異性交遊（1988年、KUKI GL-26）共演：斉藤ちあき
- ビー・バップ・セーラー服（1988年、アイビック IV-28）共演：本田静香・三橋緑
- 六人の制服娘 アイビックスペシャル 4（1989年4月5日、アイビック IV-31）他出演：中村由貴・本田静香・岡本かずみ 他
- 夢のマニュアル 毒牙（1989年5月25日、キャンディー）
- 監督はこのワタシ 小夜子（1989年8月31日、クリスタル映像）＊中島小夜子監督作品
- ザ・レイプ 9 恥（1989年、コロナ社）
- ビー・バップ・セーラー服 パート2 転校生（1989年、アイビック）共演：夏目のぞみ
- アリーナ学園シリーズ 2 私達大胆（1989年、アリーナ CS-58）…共演：山本なつき
- ザ・ベスト・オブ 発射 スペシャル VOL.5（1989年、アリーナ CS-80）総集編、他出演：井上美樹・浅倉ケイ・岬まどか・弥生しずか・伊集院よし乃・山本なつき・有希蘭・和泉冴子・東美由紀・小早川慶子
- 傷だらけは天使達（1989年、KUKI）…共演：仲村梨沙
- ザ・レイプ 9 恥（1989年、コロナ社）
- 課外授業 暴行（1990年4月7日、トラッド）共演：島田由香 ＊映画「課外授業 暴行」のビデオ版
- 獣欲魔 乱行（1990年、トラッド）
- 連続OLレイプ 餌食（1990年、新東宝）他出演：伊藤清美・香園寺忍・新藤愛子 ＊映画「半裸本番 女子大生暴行篇」のビデオ版
- 好色!伍乱行娘 あげまん（1990年、新東宝 STQ-123）他出演：川奈忍・風見怜香・橋本杏子・しのざきさとみ ＊映画「欲しがる女5人 昂奮」のビデオ版
- レイプ＆レイプ＆レイプ総集編 18（1990年、コロナ社）他出演：本田静香 他

高円寺ひかる 名義
- 少女仮面 灼熱の交配（1988年、アートビデオ 1163）
- SM実技録 縛りの（裏）舞台（1989年、アートビデオ 1175）他出演：竹下美久・成田久美・加賀恵子
- 中野D児のスペシャル・ボンテージ フェチズム 2（1989年、アートビデオ 1176）
- 乱舞 6 '89 パート1（1989年、アートビデオ 1186）総集編、他出演：成田久美・愛川まりも・山口じゅん・風谷ふう子・山本ゆり・舞坂ゆい
- 乱舞 6 '89 パート2（1989年、アートビデオ 1189）総集編、他出演：早川睦美・吉田蜜流・竹下美久・浅野由美・南章子・浅野美紀
- 実録図鑑の女たち1 初期通販｢実録｣パッケージ作品集（1996年7月27日、アートビデオ）＊オムニバス作品
- 泣き濡れの被虐花たち 12（1997年、アートビデオ A-0040）＊「家畜少女／日高優」「少女仮面 灼熱の交配／高円寺ひかる」を収録

今井美加 名義
- 時にはロリータのように（?、cherry）

### アダルトDVD
- 乱舞 6 '89 1＋実録図鑑の女たち 1（2001年1月30日、アートビデオ）他出演：舞坂ゆい
- 羽田へ行ってみろ、そこには海賊になったガキどもが今やと出発を待っている（2002年3月21日、アップリンク）＊映画「課外授業 暴行」のDVD版
- 少女仮面 灼熱の交配＋狂楽の花芯 引き裂かれたセーラー服（2009年1月28日、アートビデオ）＊「少女仮面 灼熱の交配／高円寺ひかる」「狂楽の花芯 引き裂かれたセーラー服／竹下美久」を収録
- クレージーダイヤモンド 愛奴由美＋縛りの裏舞台 SM実技録（2009年5月27日、アートビデオ）＊「クレージーダイヤモンド 愛奴由美／浅野由美」「縛りの裏舞台 SM実技録／高円寺ひかる」を収録
- 中野D児のスペシャル・ボンデージ フェチズム 2＋悦楽死界 2（2009年6月29日、アートビデオ）＊「中野D児のスペシャル・ボンデージ フェチズム 2／高円寺ひかる」「悦楽死界 2／南章子」を収録

### 成人映画
- 課外授業 暴行（1989年6月24日、新東宝映画）監督:瀬々敬久 - 主役 モモ 役[1]
- 獣欲魔 乱行（1989年12月2日、新東宝映画）監督:瀬々敬久 - 主役 モモ 役
- 半裸本番 女子大生暴行篇（1990年1月27日、新東宝映画）監督:佐藤寿保 ＊ビデオタイトル「連続OLレイプ餌食」
- 連続レイプ 変態実験（1990年2月9日、エクセスフィルム）監督:佐藤寿保
- 欲しがる女5人 昂奮（1990年2月10日、新東宝映画）監督:深町章 ＊改題「どすけべサラリーマン 肉体遍歴篇」

## 出版

### 雑誌
- アップル通信 1989年2月号（三和出版）
- 89 ECSTASY LINGERIE CATALOGUE 1021（1989年5月25日、司書房）
- マスカットノート 1989年5月号（大洋書房）
- Beppin 1989年5月号（英知出版）
- GAL HUNTER 1989年7月号（コバルト社）
- '89 SEXY USED LINGERIE CATALOGE 170（1989年9月25日、司書房）
- オレンジ通信 1989年9月号（東京三世社）
- SM写真集 マニア倶楽部 デラックス VOL.6（1990年6月15日、三和出版）
- S・I・S・T・E・R X シスター・エックス（1991年2月25日、司書房）